# Thelma Fardin
Thelma Fardin (phát âm tiếng Tây Ban Nha: [ˈtelma faɾˈðin]; sinh ngày 24 tháng 10 năm 1992) là một nữ diễn viên người Argentina

## Tiểu sử
Thelma Fardin bắt đầu sự nghiệp của mình vào năm 1998 trong vở nhạc kịch Cabecita, với sự tham gia của Laura Olivia. Năm 1999, cô xuất hiện trong bộ phim La edad del sol, của Soledad Pastorutti và sau đó trong một số phim truyền hình bao gồm: Los simuladores từ 2002 - 2003, Tiempo từ 2000 đến 2002, với tư cách là người dẫn chương trình trong The Nanny và La Tarde Dibujando Chicos Argentinos năm 2005. Sau đó, cô tham gia vào tác phẩm nhạc kịch đầu tiên của mình tại nhà hát Pequeño Ghost. Năm 2003, cô tham gia phim Click và cùng năm đó, cô xuất hiện trong phim Dádiva trong vai một linh hồn lang thang. Năm 2006, cô diễn xuất trong phim telenovela Sos mi vida, trong vai Laura, con gái nuôi của nhân vật do Facundo Arana thủ vai.
Đầu năm 2007, cô làm người mẫu trên tạp chí Người đẹp và người mẫu. Sau khi tham gia phim Patito Feo trong vai Josefina Beltran, cô tiếp tục hoạt động âm nhạc từ năm 2007 đến năm 2008. Tháng 11 năm 2007, cô được xuất hiện trên trang bìa của tạp chí Tweens. Vào tháng 3 năm 2010, cô đã tham gia vào 30 tập của chương trình Consentidos và duy trì cho đến khi kết thúc sản xuất.

## Cáo buộc chống lại Juan Darthés
Vào tháng 12 năm 2018, Fardin đã đệ đơn tố cáo nam diễn viên Juan Darthés vì tội tấn công tình dục và cưỡng hiếp ở Nicaragua năm 2009, khi anh 45 tuổi và cô 16 tuổi. Vụ xâm hại tình dục này sẽ diễn ra tại một khách sạn ở Nicaragua, khi dàn diễn viên Patito Feo đang thực hiện tour quốc tế. Cô đã tố cáo trong một cuộc họp báo, cùng với một cáo buộc khác được ký bởi một số nữ diễn viên người Argentina.

## Tác phẩm

### Truyền hình
- Sos mi vida (2006)
- Patito Feo (2007-2008)
- Consentidos (2009-2010)
- Dance! La Fuerza del Corazón (2011)
- Somos familia (2014)
- Guapas (2014)
- Soy Luna (2016-2017)
- Divina, está en tu corazón (2017)

## Liên kết mở rộng
- Thelma Fardín trên IMDb
- Database (undated). "Thelma Fardín" (in Spanish language). cinenacional.com. Retrieved ngày 17 tháng 1 năm 2010.